# Riu Vaser
El riu Vaser (en hongarès: Vasér) és un afluent dret del riu Vișeu a Romania. La seva longitud és de 48 km i la seva mida de conca és de 410 km². Desemboca al riu Vișeu al poble Vișeu de Sus.

## Afluents
Els rius següents són afluents del riu Vaser:
- Esquerra: Măcârlău, Novicior i Novăț
- Dreta: Puru, Lostun, Făina, Botiza, Valea Peștilor